# Granbergsdals hytta
Granbergsdals hytta är en kulturminnesmärkt byggnad sedan 1986 i Granbergsdal, norr om Karlskoga. Hyttan ska ha anlagts 1642 av bonden Mårten Eskilsson.

## Historik
Hyttan fick privilegiebrev för framställning av järn utfärdat 1649, men redan 1642 togs den första masugnen i drift. Senaste stora ombyggnaden skedde på 1880-talet. Den nuvarande femton meter höga masugnen installerades 1909. Driften lades ner 1925, men hyttan restaurerades till 300-årsjubileet 1942 och förklarades 1986 som byggnadsminne. Visningar av hyttan genomförs av Granbergsdals byalag, en förening grundad 1983. År 1900 fanns 135 masugnar i drift i Sverige, år 1988 producerades fem gånger så mycket råjärn i landets återstående fyra masugnar.

## Galleri
| |  |  |
| Den gamla järnhyttan i Granbergsdal, sedd från vänster (uppströms), framifrån och höger (nedströms). |  |  |